# Curtiss D-12
El Curtiss D-12 fue un motor aeronáutico V12 de 18,8 litros de capacidad y enfriado por líquido. Desarrollaba 443 hp (330kW) con un peso de 314 kg. Fue diseñado por Arthur Nutt y usado en el Curtiss CR-3 para el Trofeo Schneider de 1923. Fairey Aviation de Inglaterra importó 50 ejemplares construidos por Curtiss en 1926, denominándolos Fairey Felix.

## Aplicaciones

### D-12
- Curtiss CR
- Curtiss Falcon
- Curtiss R2C
- Macchi M.33
- Thomas-Morse MB-3

### Felix
- Fairey Firefly I
- Fairey Fox

## Especificaciones (Curtiss D-12/Felix)[2]
- Tipo: Motor V12 enfriado por líquido
- Cilindros: 12, a 60°

- Diámetro: 114,3 mm
- Carrera: 152,4 mm

- Desplazamiento: 18,8 litros
- Largo: 1441 mm
- Ancho: 717 mm
- Alto: 883 mm)
- Peso: 314 kg
- Enfriamiento: por líquido
- Potencia: 443 hp (330 kW) a 2.200 rpm
- Compresión: 6:1